# 克里沃盧卡 (特諾皮爾州)
48°58′36″N 25°32′0″E / 48.97667°N 25.53333°E
克里沃盧卡（羅馬化：Kryvoluka）是烏克蘭的村落，位於該國西部捷爾諾波爾州，由喬爾特基夫區負責管轄，面積2.31平方公里，2014年人口189，人口密度每平方公里96.9人。